# Анизокорија
Анизокорија је стање које се карактерише неједнаком величином зеница ока. Може да буде конгенитална или стечена.

## Етиологија
Постоје различити узроци који доводе до ове абнормалности, од физиолошких стања до веома тешких и опасних поремећаја. Анизокорија у блажој форми (неједнакост зеница 0,3-0,5 mm) се јавља физиолошки код 20% популације. Други узоци су Хорнеров синдром, парализа окуломоторних нерава, повреде, хируршки захвати, коришћење одређених медикамената (нпр. капи за очи, кокаин), па све до различитих неуролошких обољења.

## Клиничка слика
Код многих болесника се анизокорија открива случајно, јер је болест асимптоматска. Када се симптоми јаве, то могу бити диплопије (дупло виђење), фотофобија (преосетљивост на светлост), главобоље и замагљен вид.

## Дијагноза
Дијагноза се поставља на основу анамнезе и прегледа пацијента. Испитује се величина зеница при светлости и у мраку, њихова реакција на светлост, акомодација ока, а врши се и преглед процепном лампом, тонометријом и допунске методе за испитивање основног обољења.
Уколико је патологија изражена на мањој од две зенице, она се неће ширити у условима смањене количине светлости (што се очекује код здравог ока). Тада се углавном сумња на поремећај симпатичких нерава (што је једна од одлика Хорнеровог синдрома).
У супротном, ако је абнормална зеница већа од оне на здравом оку, она се неће смањивати у условима веће количине светлости. У том случају, узрок је вероватно дефект парасимпатичких нервних влакана изазван нпр. парализом окуломоторног живца.

## Лечење
Терапија зависи од узрока који је довео до анизокорије. Физиолошка анизокорија и анизокорија без симптома се не лече. У осталим случајевима, лечи се основно обољење.